# اتفاقية جنيف الثالثة

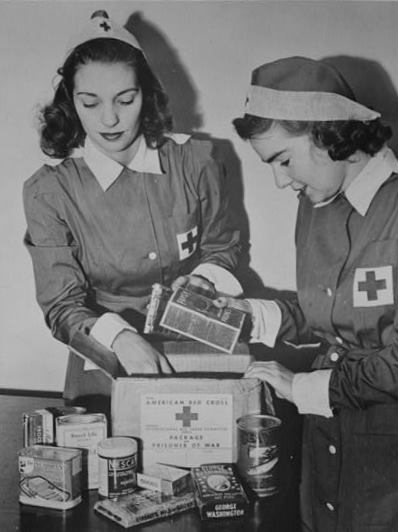
عمال الصليب الأحمر يعدون الطرود الغذائية لأسرى الحرب.

اتفاقية جنيف الثالثة عن معاملة أسرى الحرب هي إحدى المعاهدات الأربع لاتفاقيات جنيف. اعتمدت اتفاقية جنيف بشأن معاملة أسرى الحرب لأول مرة في عام 1929 ولكن تمت مراجعتها بشكل كبير فقد حلت محلها اتفاقية جنيف الثالثة لعام 1949. تحدد الحماية الإنسانية لأسرى الحرب. هناك 196 دولة طرف في الاتفاقية.

## الجزء الأول: أحكام عامة
هذا الجزء يحدد المعلمات العامة لاتفاقية جنيف الثالثة:
- المادتين 1 و 2 غطاء الأطراف الملتزمة باتفاقية جنيف الثالثة.
- تنص المادة 2 بالتزام الأطراف باتفاقية جنيف الثالثة.
  - أي نزاع مسلح بين دولتين أو أكثر بين «الأطراف السامية المتعاقدة» تغطيها اتفاقية جنيف الثالثة.
  - ينطبق على المهن من «الأطراف السامية المتعاقدة».
  - العلاقة بين «الأطراف السامية المتعاقدة» وغير الموقعة فإن الطرف لا يزال ملزم حتى لو كان غير موقع لم يعد يعمل تحت قيود الاتفاقية. «... على الرغم من أن إحدى دول النزاع قد لا تكون طرفا في هذه الاتفاقية فإن دول النزاع تبقى مع ذلك ملتزمة بها في علاقاتها المتبادلة. يجب علاوة على ذلك أن تلتزم بهذه الاتفاقية فيما يتعلق بالسلطة وإذا قبلت هذه الأخيرة فتنطلق عليها أحكامه».
- تدعوا المادة 3 ل«اتفاقية مصغرة». هذه هي المادة الوحيدة لاتفاقيات جنيف التي تنطبق في النزاعات غير الدولية. يصف حماية الحد الأدنى الذي يجب الالتزام به من قبل جميع الأفراد الموجودين في أراضي الدول الموقعة خلال نزاع مسلح ليس له طابع دولي (بغض النظر عن الجنسية أو عدمه): غير المقاتلين فإن أفراد القوات المسلحة الذين ألقوا عنهم أسلحتهم والمقاتلين الذين أصبحوا عاجزين عن القتال (من القتال) بسبب الجرح أو الاحتجاز أو لأي سبب آخر يعاملون في جميع الأحوال معاملة إنسانية بما في ذلك حظر الاعتداء على الكرامة الشخصية وعلى الأخص المعاملة المهينة والحاطة بالكرامة. يجب أيضا أن تصدر الأحكام من قبل محكمة تشكل نظاميا وتكفل جميع الضمانات القضائية المعترف بأنه لا غنى عنها في نظر الشعوب المتمدنة. وجود الحماية في المادة 3 حتى إذا كان أحد لا يصنف على أنه أسير حرب. تنص المادة 3 أيضا أن أطراف الصراع الداخلي يجب أن يسعوا لجلبها حيز النفاذ عن طريق كل أو جزء من الاتفاقات الخاصة من الأحكام الأخرى من اتفاقية جنيف الثالثة.
- تعرف المادة 4 أسرى الحرب حسب ما يلي:
  - أفراد القوات المسلحة لأحد أطراف النزاع وأعضاء الميليشيات من هذه القوات المسلحة.
  - أعضاء الميليشيات وأعضاء الوحدات المتطوعة الأخرى بمن فيهم أعضاء حركات المقاومة المنظمة شريطة تلبية جميع الشروط التالية:
    - يقودها شخص مسؤول عن مرؤوسيه.
    - أن تكون لها شارة مميزة محددة يمكن تمييزها على مسافة (هناك استثناءات محدودة في هذا بين الدول الذين يراقبون البروتوكول الأول لعام 1977).
    - على من حمل الأسلحة علنا.
    - إجراء عملياتهم وفقا لقوانين وأعراف الحرب.

  - أفراد القوات المسلحة النظامية الذين يعلنون ولاءهم لحكومة أو سلطة لا تعترف بها الدولة الحاجزة.
  - المدنيون الذين لديهم أدوار دعم غير قتالية مع الجيش والذين يحملون بطاقة هوية سارية المفعول صادرة عن الجيش الذي يدعمه.
  - تاجر أطقم الطائرات المدنية التابعة لأطراف النزاع الذين لا ينتفعون بمعاملة أفضل بمقتضى أي أحكام أخرى من القانون الدولي للرياضات البحرية.
  - سكان الأراضي غير المحتلة الذين يقتربون من العدو اتخاذ عفويا السلاح لمقاومة القوات الغازية دون أن يتوفر لهم الوقت لتشكيل وحدات مسلحة نظامية شريطة أن يحملوا السلاح جهرا وأن يراعوا قوانين وأعراف الحرب.
  - المادة 33 تعطي أسبقية علاج العاملين في المجال الطبي من العدو.
- تنص المادة 5 أن أسرى الحرب (كما هو محدد في المادة 4) محميين من وقت القبض عليهم حتى عودتهم إلى الوطن وهي تحدد أيضا أنه عندما كان هناك أي شك فيما إذا كان مقاتل ينتمي إلى فئات في المادة 4 فإنها يجب أن تعامل على هذا النحو حتى يتم تحديد وضعهم بواسطة محكمة مختصة.

## الجزء الثاني: الحماية العامة أسرى الحرب
هذا الجزء من الاتفاقية يشمل وضع أسرى الحرب.
المادة 12 تنص على أن أسرى الحرب من مسؤولية الدولة وليس الأشخاص الذين قبضوا عليهم وأنهم لا يجوز نقلهم إلى دولة ليست طرفا في الاتفاقية.
المواد 13 إلى 16 تنص على أن على الدولة معاملة أسرى الحرب معاملة إنسانية دون أي تمييز ضار وأنه يجب تلبية الاحتياجات الطبية.

## الجزء الثالث: الأسر
ينقسم هذا الجزء إلى عدة أقسام:
يغطي الجزء 1 بداية من الاسر (المواد 17-20). كما انها تملي ما هي معلومات السجين التي يجب أن تعطي وأساليب الاستجواب التي قد تستخدمها قوة الاحتجاز: «لا تعذيب مادي أو معنوي أو أي شكل آخر من أشكال الإكراه». كما انها تملي ملكية أسير حرب الخاصة التي قد تبقى وأن أسرى الحرب يجب اجلاؤهم من منطقة القتال في أقرب وقت ممكن.
يغطي القسم (2) اعتقال أسرى الحرب وتقسيمه إلى 8 فصول حسب التالي:
1. الملاحظات العامة (المواد 21-24).
2. السكن والمواد الغذائية والملابس (المواد 25-28).
3. النظافة والعناية الطبية (المواد 29-32).
4. علاج العاملين في مجال العدو الطبي والديني ومساعدة أسرى الحرب (المادة 33).
5. الأنشطة الدينية والفكرية والمادية (المواد 34-38).
6. الانضباط (المواد 39-42).
7. الرتبة العسكرية (المواد 43-45).
8. نقل أسرى الحرب بعد وصولهم إلى المعسكر (المواد 46-48).

القسم 3 (المواد 49-57) يغطي نوع العمل الذي يرغم عليه أسير الحرب حسب عوامل مثل الرتبة والعمر والجنس والأخذ بعين الاعتبار الحالة الصحية والخطرة. تفاصيل حول أمور مثل الإقامة والمرافق الطبية وحتى أنه لو كان أسير حرب فإنه يعامل كشخص عادي في ظل السلطة العسكرية المسؤولة عنه. تغطي معدلات الأجور للعمل الذي قام به المادة 62 في القسم التالي.
يغطي القسم 4 (المواد 58-68) الموارد المالية لأسرى الحرب.
يغطي القسم 5 (المواد 69-74) علاقات أسرى الحرب مع الخارج. يغطي أيضا استقبال وإرسال أسير الحرب بما في ذلك الطرود. الدولة الحاجزة لها الحق في فرض رقابة على كل البريد ولكن يجب أن تفعل ذلك في أسرع وقت ممكن.
يغطي القسم 6 العلاقات بين أسرى الحرب وسلطات الاحتجاز: يتم تقسيمه إلى ثلاثة فصول.
1. شكاوى من أسرى الحرب بشأن احترام شروط الاسر (المادة 78).
2. سجين من ممثلين الحرب (المواد 79-81). حيث لا يوجد ضابط كبير متاح في مخيم ينص القسم أن «السجناء ينتخبون بحرية بالاقتراع السري ممثل عنهم مرة كل ستة أشهر». الممثل سواء كان ضابط كبير أو الشخص المنتخب بمثابة قناة اتصال بين سلطات سلطة الاحتجاز والسجناء.
3. القسم الفرعي بشأن «العقوبات والجزاءات التأديبية» ينقسم إلى ثلاثة أجزاء:
  1. الأحكام العامة (المواد 82-88).
  2. العقوبات التأديبية (المواد 89-98).
  3. الإجراءات القضائية (المواد 99-108).

## الجزء الرابع: إنهاء الأسر
ينقسم هذا الجزء إلى عدة أقسام:
القسم 1 (المواد 109-117) يشمل إعادة مباشرة وإقامة في بلد محايد.
القسم 2 (المواد 118-119) يشمل إطلاق سراح وإعادة أسرى الحرب عند الانتهاء من الأعمال العدائية.
القسم 3 (المواد 120-121) يغطي وفاة أسير الحرب.

## الجزء الخامس: مكتب الإعلام وجمعيات الإغاثة لأسرى الحرب
المكتب الإعلامي هو المؤسسة التي يجب أن يتم تعيينها من قبل الدولة الحاجزة لتسهيل تبادل المعلومات من قبل أطراف النزاع والدول المحايدة كما هو مطلوب من قبل مختلف أحكام اتفاقية جنيف الثالثة. سوف تقابل بحرية مع «الوكالة المركزية لأسرى الحرب... معلومات التي تم إنشاؤها في بلد محايد» للعمل كقناة اتصال مع السلطة التي يدينون بها أسرى الحرب بالولاء. ترد أحكام هذا الجزء في المادتين 122-125.
تم إنشاء الوكالة المركزية لأسرى الحرب ضمن معلومات جمعية الصليب والهلال الأحمر.

## الجزء السادس: تنفيذ الاتفاقية
يتكون من قسمين.
القسم 1 (المواد 126-132) أحكام عامة.
القسم 2 (المواد 133-143) أحكام ختامية.